# Три истории (фильм)
«Три истории» — художественный фильм режиссёра Киры Муратовой, выпущенный продюсерской компанией Игоря Толстунова «НТВ-Профит» при участии Государственного комитета по кинематографии России, телекомпании НТВ, Министерства искусств и культуры Украины, Одесской студии художественных фильмов «Судзи фильм» в 1997 году.
Фильм посвящён памяти Сергея Аполлинариевича Герасимова.
В числе ещё семи фильмов Муратовой входит в список 100 лучших фильмов в истории украинского кино.

## Сюжет
Фильм состоит из трёх новелл, в основе сюжета которых — криминальные истории, которые не имеют обычных логических мотивов. Убийцами в каждом случае становятся люди, на первый взгляд совершенно на это не способные.

### История первая «Котельная № 6»
Скромный служащий Тихомиров привозит шкаф в котельную к своему знакомому, работающему кочегаром, а в свободное время пишущему стихи и сдающему уголок для интимных утех местным гомосексуалам.
За обычным разговором старых знакомых Тихомиров раз за разом возвращается к рассказу о своей несносной соседке, которая жить не даёт дома, приходит компрометировать его на работу… Перейти к сути своей просьбы Тихомирову мешают посетители развратного уголка, которые, между прочим, рассматривают и его как объект для утех, предлагают денег…
В шкафу — обнажённый труп соседки Тихомирова (она в таком виде ходила по дому), который тот хочет сжечь в котельной.

### История вторая «Офелия»
Офа работает в архиве больницы. Она не любит ни мужчин, ни женщин, ни детей: «Этой планете я поставила бы ноль». Особое внимание проявляет к тем матерям, которые в роддоме отказываются от своих детей.
За Офой ухаживает врач-гинеколог, которого она использует для алиби в момент, когда совершает убийство мамаши-отказницы.
Её литературный идеал — шекспировская Офелия, судьбу которой Офа устраивает одинокой женщине, своей матери, Александре Ивановне Ивановой, которая много лет назад отказалась от неё.

### История третья «Девочка и смерть»
Пожилой мужчина крутит кофейную мельницу, сидя в инвалидном кресле. Соседская маленькая девочка с ним играет, время от времени нервируя и раздражая старика. Устами младенца звучит ожидание соседей, что после его смерти им с мамой достанется его комната.
Старик учит девочку игре в шахматы, читает ей книжку, а та, в свою очередь, потихоньку приносит стакан воды с крысиным ядом. Выпив эту воду, старик умирает.

## В ролях

### История первая «Котельная № 6»
- Сергей Маковецкий — Тихомиров
- Леонид Кушнир — Гена, поэт-кочегар
- Жан Даниэль — Веня
- Сергей Четвертков
- Алексей Шевченков — гомосексуал
- Тамара Демченко

### История вторая «Офелия»
- Рената Литвинова — Офа, регистратор роддома
- Наталья Бузько — Таня, отказавшаяся в роддоме от своего ребенка
- Александра Свенская — мать
- Иван Охлобыстин — врач-гинеколог, ухаживающий за Офой
- Эльвира Хомюк — Эльвира, медсестра
- Альбина Скарга — Альбина, медсестра

### История третья «Девочка и смерть»
- Олег Табаков — Старик
- Лилия Мурлыкина — Девочка

## Съёмочная группа
- Авторы историй:
  - Игорь Божко («Котельная № 6») при участии Евгения Голубенко
  - Рената Литвинова («Офелия»)
  - Вера Сторожева («Девочка и смерть») при участии Киры Муратовой
- Режиссёр: Кира Муратова
- Главный оператор: Геннадий Карюк
- Художник-постановщик: Евгений Голубенко
- Продюсер: Игорь Толстунов

## Признание и награды
| Премия                                                        | Категория                                               | Лауреаты и номинанты | Результаты |
| ------------------------------------------------------------- | ------------------------------------------------------- | -------------------- | ---------- |
| Кинотавр-1997 (Сочи)                                          | Специальный приз жюри Большого конкурса                 | Кира Муратова        | Победа     |
| МКФ женского кино (Минск-1997)                                | Главный приз жюри игровых фильмов «Хрустальное зеркало» | Игорь Толстунов      | Победа     |
| 47-й Берлинский международный кинофестиваль, 1997             | Золотой медведь                                         | Кира Муратова        | Номинация  |
| МКФ «Балтийская жемчужина» (Рига — Юрмала, 1997)              | Приз за лучшую женскую роль второго плана               | Рената Литвинова     | Победа     |
| КФ в Свердловске (1997)                                       | Приз за лучшую женскую роль                             | Рената Литвинова     | Победа     |
| Премия «Арсенал» (1997)                                       | За лучший украинский фильм 1997 года                    | Кира Муратова        | Победа     |
| Международный кинофестиваль (Карловы Вары, Чехия, 1997)       | Участие в фестивале                                     | Кира Муратова        | Номинация  |
| Монреальский кинофестиваль (Канада, 1997)                     | Участие в фестивале                                     | Кира Муратова        | Номинация  |
| КФ русских фильмов (Онфлере, 1998)                            | Приз «Лучший актер года»                                | Сергей Маковецкий    | Победа     |
| Кинопремия «Ника» (1998)                                      | Премия «Ника» за лучшую роль второго плана              | Олег Табаков         | Номинация  |
| Кинопремия «Ника» (1998)                                      | Премия «Ника» за лучшую операторскую работу             | Геннадий Карюк       | Номинация  |
| Международный кинофестиваль «Фебио-Фест» (Прага, Чехия, 2003) | Участие в фестивале                                     | Кира Муратова        | Номинация  |